# 拉代西拉德岛
拉代西拉德岛（法語：La Désirade，法語發音：[la deziʁad]）位于加勒比海东部，小安的列斯群岛中，属于法国海外省瓜德罗普的一部分。地处格朗德特尔岛以东10公里，面积70平方公里，大致呈椭圆形。该岛作为法国流放地超过200年。现在岛上居民主要从事捕鱼，或在船上当船员，经济不发达。1999年人口为1620人。